# Симфония № 2 (Бетховен)
Симфония № 2 Ре мажор, op. 36 — симфония Людвига ван Бетховена. Посвящена покровителю композитора Карлу Лихновскому.
Написана в 1801—1802 годах, преимущественно в венском пригороде Хайлигенштадте и отчасти в Вене. Премьера состоялась в венском театре Ан дер Вин 5 апреля 1803 г., дирижировал автор.

## Состав оркестра
Деревянные духовые
2 флейты
2 гобоя
2 кларнета (A)
2 фагота
Медные духовые
2 валторны (D)
2 трубы (D)
Ударные
Литавры
Струнные
I и II скрипки
Альты
Виолончели
Контрабасы

## Части
1. Adagio molto — Allegro con brio
2. Larghetto
3. Scherzo. Allegro
4. Allegro molto